# I.M.G. ～without you～
《I.M.G. ～without you～》是韓國的男子組合MYNAME的第3枚原創日語專輯，於2013年3月10日發行。唱片公司為irving。

## 概要
- 與上一張原創專輯《FIVE STARS》相距約1年。
- 此專輯並沒收錄任何單曲。
- 新曲《Stop the Time》是此專輯的主打曲目，亦是日本電視台週四劇《五つ星ツーリスト～最高の旅、ご案内します!!》的主題曲。
- 新曲《Day By Day（Japanese Ver.）》是MYNAME第三張單曲《MYNAME the 3rd single》主打歌曲《Day by Day》的日語版本。
- 新曲《My Love》是MYNAME第1首翻唱歌曲，原唱者為西城男孩（Westlife）。
- 本作分「初回限定盤」和「通常盤」2種版本。「初回限定盤」收錄了主打曲目《Stop the Time》的PV。
- 在3月23日於Oricon公信榜專輯每週排行榜取得第2位。

## 收錄內容

### CD
1. To The Place
2. Stop the Time
3rd原創專輯「I.M.G. ～without you～」主打曲目
3. Music Of My Life
4. Speechless
5. Interlude ～without you～
6. Day By Day（Japanese Ver.）
3rd單曲《MYNAME the 3rd single》主打曲《Day by Day》的日語版本。
7. My Love
8. 最後的Labyrinth（最后のLabyrinth）
9. Promise Land
10. LAST TRAIN
11. THE GREATEST STORY NEVER TOLD
12. Day Off
13. Open Your Heart
14. ～without you reprise～

### DVD
1. Stop the Time（PV）
2. 成員主演短欄劇目 -Stop the Time-
3. Stop the Time（Making）